# Hans Thomann (Künstler)
Hans Thomann (* 8. Juni 1957 in Niederuzwil; heimatberechtigt in Märwil TG) ist ein Schweizer Maler und Grafiker, Bildhauer und Installationskünstler.

## Leben
Hans Thomann wurde in Niederuzwil geboren. Die Eltern beharrten trotz seines Wunsches Künstler zu werden, auf einer Erstausbildung als Maschinenbaukonstrukteur, die ihm bei seinen späteren Arbeiten sehr hilfreich wurde. Von 1978 bis 1980 besuchte er die Kunstgewerbeschule in St. Gallen. Im Jahr 1983 absolvierte er die Meisterklasse bei Mario Merz  in Salzburg. 
Seither entstand aus seiner Werkstatt eine grosse Menge von Kunstwerken in den verschiedenen Tätigkeitsbereichen wie Malerei, Grafik, Skulpturen, Kunst am Bau und Kunst im kirchlichen Bereich. Hans Thomann lebt und arbeitet in St. Gallen und ist Mitglied von Visarte (Berufsverband der visuell schaffenden Künstlerinnen und Künstler der Schweiz) und der Schweizerischen St. Lukasgesellschaft für Kunst und Kirche.

## Werke
In seinem Schaffen bezieht sich Thomann nach seiner eigenen Aussage auf den Menschen als archetypischen Held oder als sich permanent neu entwerfendes Wesen. Die Kunst werde somit für ihn «zur persönlichen Arbeit an sich selbst». Ob ein Kunstwerk gefalle oder nicht, sei nicht das Kriterium, sondern es soll neue Fragen aufwerfen, etwa zur neuen Welt. Jede Generation habe sich neu einzubringen.

### Werke im öffentlichen Raum (Auswahl)
- 1998: Vogelperspektive, Verwaltungsgebäude der Norddeutschen Matall-Berufsgenossenschaft, Hannover
- 1998: Freiheit, Gleichheit, Brüderlichkeit, werweissend wohin sie nun fliegen sollen, Skulpturenweg, Autobahnbrücke Grauholz, Bern
- 2006: Brunnen, Altersheim Sonnhalden Arbon
- 2007: Quo vadis, Massnahmenzentrum Bitzi, Mosnang

### Kunst am Bau
- 2010: Kunst am Bau, Eingangshalle der Gebäudeversicherungsanstalt des Kantons St. Gallen
- 2011: Zusammen, Installation mit grosser, transparenter Chromstahlfigur im Eingangsbereich der Firma Högg, Wattwil
- 2012: Souvenir Kunst im öffentlichen Raum, Brunnen und Pflanztisch im Alters- und Pflegeheim Niederuzwil
- 2013: Adam, Transparente Chromstahlfigur, Grösse: 550 cm, Firma Trunz, Steinach SG
- 2013: To be or not to be, Gesamtgestaltung des Empfanges, Firma befair St.Gallen
- 2016: Kreiselgestaltung, Umgebungsgestaltung. Auf Kreisel grosse 3,2 m hohe Metallfigur bestehend aus ca. 1750 Metallblättern, Kestenholz

### Werke im kirchlichen Umfeld (Auswahl)
- 2009: Farbkonzept, Material- und Strukturkonzept, Ausführung eines Kunstkonzeptes, Kath. Pfarreizentrum St. Peter, Wil SG
- 2011: Umgestaltung Chorraum, Kath. Kirche Maria Himmelfahrt (Burgdorf)
- 2014: Gemeinschaftsgrab, Mörschwil
- 2016: Umgestaltung Chorraum, Kath. Kirche St. Fidelis, Landquart GR
- 1997 und 2004: Abdankungshalle und Gemeinschaftsgrab, Horn TG
- 2006: Gesamtgestaltung: Farb- und Materialkonzept, Mobiliar, grosses Wandbild: 7,2 × 1,2 m, 96 überarbeitete Nahaufnahmen von Händen vom Embrio bis zum Totenbett, Spitalkirche des Kantonsspitals Winterthur

## Ausstellungen (Auswahl)
- ab 1983: Einzelausstellungen im In- und Ausland
- ab 1987: Bex & Arts in Bex,  Bad Ragartz in Bad Ragaz
- 2019–2020: Skulpturenausstellung Mensch sein, Frauenklinik Fontana, Chur
- 2019–2020: Impression 2019, Kunsthaus Grenchen
- 2019: Ankauf der Arbeit Der Tanz geht weiter aus der Ausstellung Totentanz im Diözesanmuseum Osnabrück durch Sepulkralmuseum in Kassel
- 2019: Fixinstallation der Arbeit Volare respiro im Skulpturenpark LA SERPARA, Civitella d’Agliano

## Auszeichnungen (Auswahl)
- 1987: Förderpreis der Stadt St. Gallen
- 1988: Werkzeitbeitrag der Stadt St. Gallen
- 1990: Kunstpreis der Stadt Konstanz
- 1992: UBS-Förderpreis
- 2003: Atelier Cité International des Arts, Paris
- 2004: Werkstipendium Amsterdam
- 2005: Kulturwohnung des Kantons St. Gallen, Rom
- 2010: Anerkennungspreis „Gallus unterwegs“
- 2011: Kunstpreis StopArmut2015
- 2012: Atelierstipendium Remise Weinfelden